# Këlcyrë
Këlcyrë nebo Klisura je obec v okresu Gjirokastër, kraji Gjirokastër, jižní Albánii. Obcí protéká řeka Vjosa, která teče kaňonem Gryka e Këlcyrës poblíž města.

## Významní lidé
- Ali Këlcyra - bývalý ministerský předseda.
- Sejfulla Malëshova - spisovatel, politik a zakladatel Albánského svazu spisovatelů a umělců v roce 1945.